# Stefanie Zweig
Stefanie Zweig (Głubczyce, 19 settembre 1932 – Francoforte sul Meno, 25 aprile 2014) è stata una scrittrice tedesca.

## Biografia
Stefanie Zweig nacque il 19 settembre 1932 a Leobschütz (attuale Głubczyce in Polonia, allora in territorio tedesco).
Di famiglia ebrea, nel 1938 per sfuggire alle persecuzioni naziste fu costretta con la famiglia ad abbandonare la Germania e si trasferì in Kenya in una piccola fattoria.
In Africa frequentò una scuola britannica e nel 1947 fece ritorno in Germania laureandosi alla Schiller School di Francoforte nel 1953 e lavorando come giornalista per l'Abendpost dal 1959 al 1988.
Alternò all'attività di reporter quella di scrittrice e pubblicò più di venti libri ottenendo notorietà con l'autobiografico Un'infanzia africana; resoconto della sua giovinezza trascorsa in Kenya, la sua omonima trasposizione cinematografica ottenne nel 2003 l'Oscar al miglior film in lingua straniera.
Morì dopo una breve malattia a Francoforte sul Meno il 25 aprile 2014 all'età di 81 anni.

## Opere (parziale)
- Eltern sind auch Menschen (1978)
- Großeltern hat jeder (1979)
- In gute Hände abzugeben (1980)
- Ein Mundvoll Erde (1980)
- Setterhündin entlaufen … Hört auf den Namen Kathrin. (1981)
- Die Spur des Löwen (1981)
- Schnitzel schmecken nicht wie Schokolade (1982)
- Un'infanzia africana (Nirgendwo in Afrika, 1995), Milano, Marco Tropea, 2004 traduzione di Riccardo Cravero ISBN 88-438-0485-5.
- Irgendwo in Deutschland (1996)
- Hund sucht Menschen (1996)
- … doch die Träume blieben in Afrika (1998)
- Der Traum vom Paradies (1999)
- Katze fürs Leben (1999)
- Bum sucht eine Familie (1999)
- Karibu heißt willkommen (2000)
- Wiedersehen mit Afrika (2002)
- Owuors Heimkehr. Erzählungen aus Afrika (2003)
- Es begann damals in Afrika (2004)
- Nur die Liebe bleibt (2006)
- Und das Glück ist anderswo (2007)
- Das Haus in der Rothschildallee (2007)
- Die Kinder der Rothschildallee (2009)
- Heimkehr in die Rothschildallee (2010)
- Neubeginn in der Rothschildallee (2011)
- Nirgendwo war Heimat: Mein Leben auf zwei Kontinenten (2012)

## Adattamenti cinematografici
- Nowhere in Africa (Nirgendwo in Afrika), regia di Caroline Link (2001) dal romanzo Un'infanzia africana